# Finlàndia del Sud
La província de Finlàndia del Sud fou una província de Finlàndia. Feia frontera amb les províncies de Finlàndia Occidental i Finlàndia Oriental, el golf de Finlàndia i Rússia.

## Províncies històriques
El 1997 es redissenyà la divisió administrativa finlandesa, i es va reduir el nombre de províncies de 12 a 6, tot incorporant part de les d'Uusimaa, Kymi i parts meridionals de Häme a la nova província de Finlàndia del Sud.
Totes les províncies de Finlàndia es van abolir l'1 de gener de 2010.

## Regions
Finlàndia del Sud es dividia en 6 regions:
- Carèlia del Sud (Etelä-Karjala / Södra Karelen)
- Päijät-Häme (Päijät-Häme / Päijänne Tavastland)
- Tavastia Pròpia (Kanta-Häme / Egentliga Tavastland)
- Uusimaa (Uusimaa / Nyland)
- Uusimaa de l'Est (Itä-Uusimaa / Östra Nyland)
- Vall de Kymi (Kymenlaakso / Kymmenedalen)

Finlàndia del Sud es dividia en 88 municipis.